# Шанцев, Валерий Павлинович
Вале́рий Павли́нович Ша́нцев (род. 29 июня 1947, с. Сусанино, Сусанинский район, Костромская область, РСФСР, СССР) — советский и российский государственный и политический деятель. Губернатор Нижегородской области с 8 августа 2005 по 26 сентября 2017 (временно исполняющий обязанности губернатора Нижегородской области с 30 мая по 24 сентября 2014). C 11 апреля 2018 по 22 апреля 2019 — генеральный директор хоккейного клуба «Динамо» (Москва).
Вице-мэр Москвы (1996—2005).

## Биография
Валерий Шанцев родился 29 июня 1947 года в селе Сусанино Костромской области. До 7 лет воспитывался в деревне у бабушки, после переехал в Москву к родителям. Окончил 8 классов школы № 743, после чего поступил учиться в Московский авиационный техникум им. Н. Н. Годовикова. Впоследствии окончил вечернее отделение Московского института радиотехники, электроники и автоматики и Академию народного хозяйства.
В 1968 году Шанцев устроился на оборонный завод «Салют». На заводе «Салют» Шанцев сперва был помощником мастера, затем — начальником бюро подготовки производства цеха, старшим инженером-технологом. Он был секретарём комсомольской организации завода.
В 1971 году вступил в КПСС, с 1975 по 1991 год был на партийных должностях. Он был заместителем секретаря партийного комитета завода «Салют», инструктором, заместителем заведующего промышленно-транспортным отделом Перовского районного комитета КПСС, инструктором, заместителем заведующего отделом машиностроения Московского городского комитета (МГК) КПСС.
В 1983 году Шанцев стал депутатом Перовского районного Совета народных депутатов. В 1985—1990 годах Шанцев был председателем Перовского райисполкома, первым секретарём Перовского районного комитета КПСС, председателем Перовского районного совета народных депутатов. В 1987 году Шанцев был впервые избран в Моссовет, в 1990 году переизбран.
В 1990 году Шанцев стал секретарём МГК КПСС. В том же году он был переизбран в Моссовет; там он создал и возглавил оппозиционную коммунистическую фракцию «Москва», которая просуществовала до роспуска Моссовета в октябре 1993 года. В мае 1991 года Шанцев потребовал отставки председателя Моссовета Гавриила Попова за дезорганизацию работы Моссовета и использование его трибуны для агитации (Попов был в это время кандидатом на пост мэра Москвы. Сам Шанцев тоже баллотировался на выборах мэра Москвы летом 1991 года, однако столичным главой был избран Попов (в паре с которым кандидатом на пост вице-мэра шёл Лужков)).
В 1991 году — первый зампред Исполкома московской организации КП РСФСР. В ноябре 1991 года деятельность КПСС и КП РСФСР была запрещена указом Президента РСФСР.
С августа 1991 года — коммерческий директор хоккейного клуба «Динамо».
В 1990—1993 годах — председатель депутатской группы «Москва» в Московском городском совете депутатов, стоявшей в столичном парламенте на коммунистических позициях.
В феврале 1993 года принял активное участие во II восстановительном съезде КПРФ. Избран членом Центрального исполнительного комитета КПРФ. 3 марта 1993 года был избран председателем исполкома Московского городского комитета КПРФ.
В 1993—1994 годах являлся заместителем председателя исполкома Московского городского комитета КПРФ.
В 1994 году был назначен членом московского Правительства, префектом Южного административного округа города Москвы.
16 июня 1996 года избран вице-мэром Москвы, в июле 1996 года назначен первым заместителем Премьера Правительства Москвы. В ходе этой избирательной кампании на В. П. Шанцева было совершено покушение. В результате он получил 148 осколочных ранений и более 50 % тела было обожжено.
По мнению газеты «Московский комсомолец» (6 июня 1996 г.) покушение носило политический характер: если бы Шанцев погиб, то по юридическим нормам Лужкову пришлось бы снять свою кандидатуру на выборах, а официально зарегистрировать нового вице-мэра Лужков уже не успевал.
В декабре 1999 года вновь избран вице-мэром Москвы, до декабря 2003 года являлся руководителем Комплекса экономической политики и развития города Москвы.
В декабре 2003 года, после избрания Ю. М. Лужкова Мэром Москвы, В. П. Шанцев назначен вице-мэром Москвы, руководителем комплекса развития научно-производственного потенциала города Москвы, межрегиональных и общественных отношений.
В 1992—2006 годах — Президент Федерации хоккея Москвы.
8 августа 2005 года Законодательным собранием Нижегородской области по представлению Президента России был наделён полномочиями Губернатора Нижегородской области. В тот же день В. П. Шанцев приступил к обязанностям главы региона. Спустя неделю, 15 августа по должности губернатора возглавил региональное правительство.
С 29 сентября 2006 по 16 марта 2007 и с 22 ноября 2016 по 26 мая 2017 — член президиума Государственного совета Российской Федерации.
17 июня 2010 года Законодательным собранием Нижегородской области по представлению Президента России был повторно наделён полномочиями Губернатора Нижегородской области.
30 мая 2014 года Президент России Владимир Путин принял отставку В. П. Шанцева, чтобы тот в сентябре того же года принял участие в прямых выборах главы региона.
14 сентября 2014 года с результатом 86,93 % одержал победу на досрочных выборах Губернатора Нижегородской области. 24 сентября вступил в должность губернатора на третий срок.
26 сентября 2017 года досрочно покинул пост Губернатора Нижегородской области по собственному желанию. Указ о его отставке подписал Президент России Владимир Путин.
9 января 2018 года избран в совет директоров ПАО «Транснефть».
В начале февраля 2018 года назначен заместителем генерального директора АО «Концерн „Моринформсистема-Агат“» по развитию.
2 февраля 2018 года пресс-служба хоккейного клуба «Динамо» сообщила о том, что Валерий Шанцев стал членом совета директоров клуба.
11 апреля 2018 года назначен генеральным директором хоккейного клуба «Динамо». Покинул должность в апреле 2019 года после реорганизации юридического лица, ООО «ХК „Динамо“ Москва» в АНО «ХК „Динамо-Москва“».
8 декабря 2018 года, на основании решения, принятого делегатами XVIII съезда политической партии «Единая Россия», Валерий Шанцев выведен из состава Высшего совета партии.
С 2019 года председатель совета директоров компании по развитию гражданских беспилотных проектов «Аэромакс» (входит в группу АФК «Система»).
19 мая 2023 года, на фоне вторжения России на Украину, Шанцев включён в санкционный список Великобритании так как он «ведет бизнес в секторе, имеющем стратегическое значение для правительства России».

## Собственность и доходы
С семейным доходом за 2011 год в размере 11,4 млн рублей В. П. Шанцев занимает двенадцатую строчку в рейтинге доходов руководителей российских регионов. Семье Шанцева принадлежит недвижимое имущество общей площадью 25 м² и 20 соток земли. В 2010 году семейный доход губернатора составил сумму 10,2 млн рублей.

## Семья
Вдовец, имеет сына Александра и дочь Светлану.
Жена, Шанцева Татьяна Владимировна, служила в фонде имущества Москвы, заместителем руководителя отделения Федеральной службы по финансовым рынкам в Центральном федеральном округе, затем заместителем руководителя отделения Федеральной службы по финансовым рынкам в Приволжском федеральном округе. С 2005 года — управляющая нижегородским филиалом «Московского банка реконструкции и развития» (расчётного банка АФК «Система»). Скончалась 24 ноября 2014 года.
Сын, Шанцев Александр Валерьевич (род. 1977), работал в сети ресторанов «Ёлки-Палки» (получивших широкое распространение в Москве во время пребывания Шанцева на посту вице-мэра), вместе с Аркадием Новиковым является совладельцем ООО «Бета-3» (владеет рестораном Cantinetta Antinori), ООО «Плато» и нижегородских ООО «Квартет» и ООО «Сакура».

## Награды
- Орден «За заслуги перед Отечеством» II степени (25 сентября 2017) — за большой вклад в социально-экономическое развитие области и многолетнюю добросовестную работу[44][45]
- Орден «За заслуги перед Отечеством» III степени (23 марта 2012) — за большой вклад в социально-экономическое развитие субъектов Российской Федерации и многолетнюю добросовестную работу[46]
- Орден «За заслуги перед Отечеством» IV степени (30 декабря 2005) — за заслуги в подготовке и проведении праздничных мероприятий, посвящённых 60-летию Победы в Великой Отечественной войне 1941—1945 годов[47]
- Орден Почёта (20 декабря 1996) — за заслуги перед государством, большой вклад в развитие физической культуры и спорта и в связи с 50-летием отечественного хоккея[48]
- Орден Дружбы (28 июня 2007) — за большой вклад в социально-экономическое развитие области и многолетнюю добросовестную работу[49]
- Медаль «В память 850-летия Москвы»[50]
- Медаль «За трудовую доблесть»[50]
- Медаль «За трудовое отличие»[50]
- Медаль «За доблестный труд. В ознаменование 100-летия со дня рождения Владимира Ильича Ленина»[50]
- Медаль «За пропаганду спасательного дела» (МЧС России, 2010)[51]
- Заслуженный работник жилищно-коммунального хозяйства Российской Федерации (6 октября 1997) — за большой вклад в укрепление экономики, развитие социальной сферы и в связи с 850-летнем основания Москвы[52]
- Благодарность Президента Российской Федерации (28 июня 1997) — за большой вклад в укрепление экономики городского хозяйства и развитие социальной сферы[53]
- Почётная грамота Правительства Российской Федерации (29 июня 2007) — за большой личный вклад в социально-экономическое развитие Нижегородской области и многолетний добросовестный труд[54]
- Знак отличия «За заслуги перед Москвой» (15 августа 2005) — за большой вклад в социально-экономическое, научно-техническое и культурное развитие города Москвы[55]
- Орден Нижегородской области «За гражданскую доблесть и честь», (26 сентября 2017)[56]
- Почётный строитель Москвы[50]
- Орден Дружбы (Лаос)[50]
- Великий офицер ордена «За гражданские заслуги» (Испания, 9 июля 2007)[57]
- Орден Почёта (Белоруссия, 16 февраля 2005) — за большой личный вклад в укрепление экономических, научно-технических и культурных связей между Республикой Беларусь и городом Москвой Российской Федерации[58].
- Орден Дружбы (Южная Осетия, 22 октября 2009) — за большой личный вклад в дело укрепления дружбы и сотрудничества между народами, поддержку и помощь, оказанную Республике Южная Осетия в восстановлении разрушенного в ходе грузинской агрессии хозяйства[59][60].
- Орден «Имени К. Э. Циолковского» Федерации космонавтики России, (21 апреля 2009) — за вклад в разработку и реализацию проектов и программ исследований космического пространства, пропаганду истории и достижений отечественной космонавтики[61]
- Почётный член Российской академии художеств[62].
- Почётный гражданин Балахны[63].
- Почётный доктор Российского государственного социального университета (22 октября 1999)h[64].
- Почётный гражданин Нижегородской области (2017)[65].